# Vanessa Paradis (álbum)
Vanessa Paradis é nome do terceiro álbum de estúdio da cantora francesa Vanessa Paradis, lançado em 1992. Lenny Kravitz, que namorava Paradis na época, produziu e escreveu o álbum (incluindo um tributo para si mesmo intitulado "Gotta Have It"). O álbum é inteiramente cantado em inglês e inclui os sucessos "Be My Baby" e "Natural High". 

## Faixas
| #   | Título                                  | Compositor(es)                          | Duração |
| --- | --------------------------------------- | --------------------------------------- | ------- |
| 1.  | "Natural High"                          | Lenny Kravitz                           | 3:18    |
| 2.  | "I'm Waiting for the Man"               | Lou Reed                                | 3:25    |
| 3.  | "Silver and Gold"                       | Lenny Kravitz                           | 2:41    |
| 4.  | "Be My Baby"                            | Lenny Kravitz, Gerry DeVeaux            | 3:19    |
| 5.  | "Lonely Rainbows"                       | Lenny Kravitz, Henry Hirsch             | 2:47    |
| 6.  | "Sunday Mondays"                        | Lenny Kravitz, Henry Hirsch             | 3:53    |
| 7.  | "Your Love Has Got a Handle On My Mind" | Lenny Kravitz                           | 3:48    |
| 8.  | "The Future Song"                       | Lenny Kravitz                           | 4:54    |
| 9.  | "Paradis"                               | Lenny Kravitz                           | 3:02    |
| 10. | "Just As Long As You Are There"         | Lenny Kravitz, Henry Hirsch             | 3:23    |
| 11. | "Gotta Have It" (Faixa Bônus)           | Henry Hirsch, Lenny Kravitz, Craig Ross | 2:15    |

Na Europa, a lista de faixas contém 11 músicas com "Gotta Have It". Ela não está incluída na lista de outros continentes por causa de problemas de edição.

## Singles
4 singles foram lançados a partir do álbum:
- "Be My Baby"  - Lançado em 1º de setembro de 1992. Ele se torna um sucesso na Europa (nº 5 na França, nº 2 na Holanda, nº 6 na Inglaterra, nº 10 na Alemanha, nº 11 na Suécia, etc.).

Os singles seguintes tiveram menos sucesso já que Vanessa não pode os divulgar por causa de sua turnê:
- "Sunday Mondays"  - Lançado em janeiro de 1993.
- "Just As Long As You Are There" - Lançado em julho de 1993.
- "Sunday Mondays" - Lançado em setembro de 1993.

## A turnê
Com a conclusão do álbum, Vanessa começa sua primeira turnê, a Natural High Tour entre março e julho de 1993. A turnê deu origem ao primeiro álbum ao vivo da cantora, o Vanessa Paradis Live, lançado em 1994..

## Desempenho

### Álbum
| Chart (1992)         | Melhor posição |
| -------------------- | -------------- |
| Austrian Album Chart | 22             |
| Dutch Album Chart    | 44             |
| French Album Chart   | 1              |
| Swedish Album Chart  | 27             |
| UK Album Chart       | 45             |

### Singles
| Ano  | Single           | Chart                  | Melhor posição |
| ---- | ---------------- | ---------------------- | -------------- |
| 1992 | "Be My Baby"     | French Singles Chart   | 5              |
| 1992 | "Be My Baby"     | UK Singles Chart       | 6              |
| 1992 | "Be My Baby"     | Swedish Singles Chart  | 11             |
| 1992 | "Be My Baby"     | Austrian Singles Chart | 19             |
| 1992 | "Be My Baby"     | Dutch Singles Chart    | 40             |
| 1993 | "Sunday Mondays" | French Singles Chart   | 41             |
| 1993 | "Sunday Mondays" | Dutch Singles Chart    | 36             |

### Certificações
| País   | Provedor   | Certificação | Vendas certificadas |
| França | SNEP       | 2× Platina   | 700.000             |
| Suíça  | IFPI Suiza | Ouro         | 30.000              |